# Milan Associazione Calcio 1997-1998
Questa voce raccoglie le informazioni riguardanti il Milan Associazione Calcio nelle competizioni ufficiali della stagione 1997-1998.

## Stagione

Il nuovo portiere Massimo Taibi, titolare nel girone di andata.

Nel 1997-1998, dopo l'11º posto ottenuto nella stagione precedente, il club di via Turati fa tornare Fabio Capello, che nella stagione precedente aveva vinto la Liga con il Real Madrid. Paolo Maldini diventa il nuovo capitano della squadra dopo il ritiro di Franco Baresi che, come Mauro Tassotti, aveva chiuso la carriera alla fine della stagione precedente.
Ad affiancare capitan Maldini e compagni ritorna Roberto Donadoni e arrivano dal mercato Christian Ziege, Ibrahim Ba, Patrick Kluivert, Giampiero Maini, Massimo Taibi, Maurizio Ganz (da dicembre), Steinar Nilsen, Leonardo, Filippo Maniero (quest'ultimo da gennaio), Andreas Andersson e Winston Bogarde (questi ultimi due acquistati in estate e ceduti a gennaio). Vengono ceduti tutti gli acquisti dell'anno precedente (Edgar Davids alla Juventus, Christophe Dugarry, Pietro Vierchowod, Jesper Blomqvist e Michael Reiziger) oltre a Marco Simone, Roberto Baggio, Stefano Eranio, Ambrosini e Coco (in prestito).

Da destra: il neoacquisto Ibrahim Ba, tra le poche note liete della deludente stagione rossonera, in allenamento con l'altro neomilanista Giampiero Maini.

Libero da impegni europei, il Milan in campionato naviga in zone di medio-bassa classifica, terminando al 10º posto con un bilancio di 11 vittorie e 12 sconfitte non riuscendo a qualificarsi per le coppe europee per il secondo anno consecutivo. L'annata è caratterizzata dal 5-0 rimediato il 3 maggio 1998 contro la Roma all'Olimpico, che si aggiunge alle sconfitte con Inter (3-0) e Juventus (4-1).
In Coppa Italia, dopo avere eliminato Reggiana, Sampdoria, e dopo essersi imposta per 5-0 nell'andata dei quarti di finale contro l'Inter (prima volta con più di tre gol di scarto per la squadra rossonera in un derby), la squadra supera le semifinali a spese del Parma grazie alla regola dei gol in trasferta, ma perde in finale contro la Lazio: dopo la vittoria per 1-0 a San Siro (rete di Weah direttamente su rinvio del portiere Rossi), i rossoneri sono sconfitti per 3-1 all'Olimpico, subendo tre gol nel giro di 10' di gioco, dopo essere passati in vantaggio grazie a una punizione di Albertini a inizio ripresa. L'ultima rete che consegna la coppa ai biancocelesti è messa a segno dal futuro rossonero Alessandro Nesta. A fine stagione il tecnico goriziano lascia la panchina.

## Divise e sponsor
Lo sponsor tecnico per la stagione 1997-1998 è Lotto, mentre lo sponsor ufficiale è Opel, in particolare dalla prima del girone di ritorno Opel Astra. La divisa è una maglia a strisce verticali della stessa dimensione, rosse e nere, con pantaloncini e calzettoni bianchi. La divisa di riserva è completamente bianca, la terza divisa è rossa con due strisce verticali nere poste al centro e la quarta è completamente nera.
| Casa | Trasferta | Terza divisa | Quarta divisa | Portiere |

## Organigramma societario
Area direttiva
- Presidente: Silvio Berlusconi
- Vice presidenti: Adriano Galliani, Franco Baresi
- Amministratore delegato: Adriano Galliani
- Direttore generale: Ariedo Braida

Area organizzativa
- Direttore organizzativo: Umberto Gandini
- Team manager: Silvano Ramaccioni
- Segretaria: Rina Barbara Ercoli

Area comunicazione
- Capo ufficio stampa: Paolo Tarozzi

Area tecnica
- Allenatore: Fabio Capello
- Allenatore in seconda: Italo Galbiati
- Preparatori dei portieri: Giulio Nuciari
- Preparatore atletico: Feliciano Di Blasi

Area sanitaria
- Responsabile organizzazione sanitaria: Rodolfo Tavana
- Medico sociale: Giovanni Battista Monti
- Massaggiatori: Giancarlo Bertassi, Franco Pagani, Mario Ruggiu

## Rosa
| N. |                        | Ruolo | Calciatore                            |
| -- | ---------------------- | ----- | ------------------------------------- |
| 1  | Italia (bandiera)      | P     | Sebastiano Rossi                      |
| 2  | Paesi Bassi (bandiera) | D     | Winston Bogarde                       |
| 3  | Italia (bandiera)      | D     | Paolo Maldini (capitano)              |
| 4  | Italia (bandiera)      | C     | Demetrio Albertini                    |
| 5  | Italia (bandiera)      | D     | Alessandro Costacurta (vice capitano) |
| 7  | Paesi Bassi (bandiera) | C     | Edgar Davids                          |
| 8  | Francia (bandiera)     | D     | Marcel Desailly                       |
| 9  | Paesi Bassi (bandiera) | A     | Patrick Kluivert                      |
| 10 | Jugoslavia (bandiera)  | C     | Dejan Savićević                       |
| 11 | Svezia (bandiera)      | A     | Andreas Andersson                     |
| 12 | Italia (bandiera)      | P     | Simone Braglia                        |
| 13 | Francia (bandiera)     | C     | Ibrahim Ba                            |
| 14 | Liberia (bandiera)     | A     | George Weah                           |
| 15 | Brasile (bandiera)     | D     | André Cruz                            |
| 16 | Svezia (bandiera)      | C     | Jesper Blomqvist                      |

| N. |                     | Ruolo | Calciatore       |
| -- | ------------------- | ----- | ---------------- |
| 17 | Germania (bandiera) | D     | Christian Ziege  |
| 18 | Italia (bandiera)   | A     | Matteo Pelatti   |
| 19 | Italia (bandiera)   | C     | Giampiero Maini  |
| 20 | Croazia (bandiera)  | C     | Zvonimir Boban   |
| 21 | Italia (bandiera)   | D     | Giuseppe Cardone |
| 22 | Italia (bandiera)   | D     | Daniele Daino    |
| 23 | Italia (bandiera)   | P     | Massimo Taibi    |
| 24 | Croazia (bandiera)  | D     | Dario Smoje      |
| 26 | Italia (bandiera)   | D     | Alberto Comazzi  |
| 30 | Brasile (bandiera)  | C     | Leonardo         |
| 32 | Italia (bandiera)   | C     | Roberto Donadoni |
| 35 | Norvegia (bandiera) | D     | Steinar Nilsen   |
| 36 | Italia (bandiera)   | A     | Maurizio Ganz    |
| 37 | Algeria (bandiera)  | D     | Samir Beloufa    |
| 38 | Italia (bandiera)   | A     | Filippo Maniero  |

## Calciomercato

### Sessione estiva
| Acquisti | Acquisti               | Acquisti             | Acquisti                     |
| R.       | Nome                   | da                   | Modalità                     |
| -------- | ---------------------- | -------------------- | ---------------------------- |
| P        | Simone Braglia         | Lucchese             | definitivo                   |
| P        | Angelo Pagotto         | Empoli               | fine prestito                |
| P        | Massimo Taibi          | Piacenza             | definitivo (6 miliardi £)    |
| D        | Winston Bogarde        | Ajax                 | definitivo (0 £)             |
| D        | Giuseppe Cardone       | Bologna              | definitivo (2 miliardi £)    |
| D        | André Cruz             | Napoli               | definitivo (0 £)             |
| D        | Steinar Nilsen         | Tromsø               | definitivo (2 miliardi £)    |
| D        | Dario Smoje            | Rijeka               | definitivo (1.5 miliardi &)  |
| D        | Christian Ziege        | Bayern Monaco        | definitivo (10 miliardi £)   |
| C        | Ibrahim Ba             | Bordeaux             | definitivo (11.5 miliardi £) |
| C        | Francesco Cozza        | Cagliari             | fine prestito                |
| C        | Roberto Donadoni       | N.Y./N.J. MetroStars | svincolato                   |
| C        | Leonardo               | Paris Saint-Germain  | definitivo (16 miliardi £)   |
| C        | Giampiero Maini        | Vicenza              | definitivo (6 miliardi £)    |
| C        | Francesco Moriero      | Roma                 | definitivo (0 £)             |
| A        | Andreas Andersson      | IFK Göteborg         | definitivo (3 miliardi £)    |
| A        | Francesco De Francesco | Prato                | fine prestito                |
| A        | Patrick Kluivert       | Ajax                 | definitivo (0 £)             |
| A        | Luca Saudati           | Lugano               | fine prestito                |
| A        | Luca Saudati           | Monza                | fine prestito                |

| Cessioni | Cessioni               | Cessioni            | Cessioni                    |
| R.       | Nome                   | a                   | Modalità                    |
| -------- | ---------------------- | ------------------- | --------------------------- |
| P        | Gabriele Aldegani      | Prato               | prestito                    |
| P        | Angelo Pagotto         | Empoli              | prestito                    |
| P        | Angelo Pagotto         | Perugia             | definitivo                  |
| D        | Franco Baresi          | -                   | fine carriera               |
| D        | Francesco Coco         | Vicenza             | prestito                    |
| D        | Michael Reiziger       | Barcellona          | definitivo                  |
| D        | Mauro Tassotti         | -                   | fine carriera               |
| D        | Pietro Vierchowod      | Piacenza            | svincolato                  |
| D        | Miodrag Vukotić        | Empoli              | prestito                    |
| C        | Massimo Ambrosini      | Vicenza             | prestito                    |
| C        | Jesper Blomqvist       | Parma               | definitivo                  |
| C        | Francesco Cozza        | Lecce               | definitivo                  |
| C        | Stefano Eranio         | Derby County        | svincolato                  |
| C        | Francesco Moriero      | Inter               | definitivo (1 milione £)    |
| C        | Vincenzo Maiolo        | Pro Sesto           | definitivo                  |
| A        | Roberto Baggio         | Bologna             | definitivo (5.5 miliardi £) |
| A        | Francesco De Francesco | Lecce               | definitivo                  |
| A        | Christophe Dugarry     | Barcellona          | definitivo                  |
| A        | Matteo Pelatti         | Como                | definitivo                  |
| A        | Luca Saudati           | Monza               | prestito                    |
| A        | Luca Saudati           | Lecco               | prestito                    |
| A        | Marco Simone           | Paris Saint-Germain | definitivo (10 miliardi £)  |

### Sessione invernale
| Acquisti | Acquisti        | Acquisti | Acquisti                    |
| R.       | Nome            | da       | Modalità                    |
| -------- | --------------- | -------- | --------------------------- |
| D        | Samir Beloufa   | Cannes   | svincolato                  |
| D        | Miodrag Vukotić | Empoli   | fine prestito               |
| A        | Maurizio Ganz   | Inter    | definitivo (1.5 miliardi £) |
| A        | Filippo Maniero | Parma    | definitivo (10 miliardi £)  |

| Cessioni | Cessioni          | Cessioni      | Cessioni                    |
| R.       | Nome              | a             | Modalità                    |
| -------- | ----------------- | ------------- | --------------------------- |
| D        | Winston Bogarde   | Barcellona    | definitivo (7.5 miliardi £) |
| D        | Miodrag Vukotić   | Young Boys    | definitivo (0 £)            |
| C        | Edgar Davids      | Juventus      | definitivo (9 miliardi £)   |
| A        | Andreas Andersson | Newcastle Utd | definitivo (9.8 miliardi £) |

## Risultati

### Serie A

#### Girone di andata
| Arbitro: | Cesari (Genova) |

|                 |           |                        |
| Delli Carri 64’ | Marcatori | 29’ (aut.) Delli Carri |

| Arbitro: | Ceccarini (Livorno) |

|        |           |                      |
| Ba 37’ | Marcatori | 90+4’ (rig.) Signori |

| Arbitro: | Braschi (Prato) |

|                   |           |             |
| Bierhoff 25’, 85’ | Marcatori | 4’ Kluivert |

| Arbitro: | Collina (Viareggio) |

|  |           |                 |
|  | Marcatori | 45+1’ Di Napoli |

| Arbitro: | Borriello (Mantova) |

|  |           |               |
|  | Marcatori | 68’ Andersson |

| Arbitro: | De Santis (Tivoli) |

|                    |           |                                   |
| Cyprien 76’ (aut.) | Marcatori | 2’ Govedarica 45+4’ (rig.) Casale |

| Arbitro: | Trentalange (Torino) |

|  |           |                         |
|  | Marcatori | 75’, 81’ Weah 87’ Ziege |

| Arbitro: | Farina (Novi Ligure) |

|                  |           |            |
| Leonardo 7’, 25’ | Marcatori | 44’ Hübner |

| Arbitro: | Collina (Viareggio) |

|                                |           |                          |
| Simeone 13’ Ronaldo 68’ (rig.) | Marcatori | 29’ Weah 80’ (rig.) Cruz |

| Arbitro: | Messina (Bergamo) |

|                    |           |                |
| Ferrara 27’ (aut.) | Marcatori | 32’ F. Inzaghi |

| Arbitro: | Bettin (Padova) |

|                        |           |  |
| Boban 47’ Kluivert 62’ | Marcatori |  |

| Arbitro: | Boggi (Salerno) |

|          |           |                                  |
| Sgrò 17’ | Marcatori | 2’ (aut.) Lucarelli 58’ Kluivert |

| Milano 21 dicembre 1997, ore 20:30 CET 13ª giornata | Milan              | 0 – 0 referto | Bologna | Stadio Giuseppe Meazza (47 889 spett.)\| Arbitro: \| Rodomonti (Teramo) \| |
| Arbitro:                                            | Rodomonti (Teramo) |               |         |                                                                            |

| Arbitro: | Farina (Novi Ligure) |

|              |           |                       |
| Bellucci 75’ | Marcatori | 52’ Leonardo 71’ Ganz |

| Milano 11 gennaio 1998, ore 15:00 CET 15ª giornata | Milan           | 0 – 0 referto | Roma | Stadio Giuseppe Meazza (52 526 spett.)\| Arbitro: \| Treossi (Forlì) \| |
| Arbitro:                                           | Treossi (Forlì) |               |      |                                                                         |

| Arbitro: | Ceccarini (Livorno) |

|                               |           |          |
| Chiesa 33’, 75’ D. Baggio 44’ | Marcatori | 70’ Ganz |

| Arbitro: | Borriello (Mantova) |

|  |           |                        |
|  | Marcatori | 3’ Oliveira 52’ Morfeo |

#### Girone di ritorno
| Arbitro: | Tombolini (Ancona) |

|             |           |  |
| Maniero 90’ | Marcatori |  |

| Arbitro: | Bazzoli (Merano) |

|                         |           |                |
| Mancini 6’ Bokšić 90+3’ | Marcatori | 90+4’ Kluivert |

| Milano 11 febbraio 1998, ore 15:00 CET 20ª giornata | Milan               | 0 – 0 referto | Udinese | Stadio Giuseppe Meazza (46 784 spett.)\| Arbitro: \| Collina (Viareggio) \| |
| Arbitro:                                            | Collina (Viareggio) |               |         |                                                                             |

| Arbitro: | Pairetto (Nichelino) |

|           |           |                                      |
| Otero 54’ | Marcatori | 3’, 82’ Kluivert 8’ Ganz 73’ Maniero |

| Arbitro: | Boggi (Salerno) |

|                              |           |              |
| Weah 3’ Ganz 15’ Maniero 82’ | Marcatori | 65’ Esposito |

| Lecce 1º marzo 1998, ore 15:00 CET 23ª giornata | Lecce           | 0 – 0 referto | Milan | Stadio Via del Mare (27 717 spett.)\| Arbitro: \| Bettin (Padova) \| |
| Arbitro:                                        | Bettin (Padova) |               |       |                                                                      |

| Arbitro: | Borriello (Mantova) |

|           |           |  |
| Ziege 38’ | Marcatori |  |

| Arbitro: | Trentalange (Torino) |

|                                |           |               |
| Hübner 40’ (rig.) Bizzarri 68’ | Marcatori | 44’, 51’ Weah |

| Arbitro: | Bazzoli (Merano) |

|  |           |                              |
|  | Marcatori | 42’, 87’ Simeone 77’ Ronaldo |

| Arbitro: | Braschi (Prato) |

|                                            |           |                  |
| Del Piero 12’ (rig.), 39’ Inzaghi 60’, 83’ | Marcatori | 33’ (rig.) Boban |

| Arbitro: | Rodomonti (Teramo) |

|             |           |  |
| Masinga 81’ | Marcatori |  |

| Arbitro: | Pellegrino (Barcellona Pozzo di Gotto) |

|                    |           |  |
| Weah 10’, 53’, 87’ | Marcatori |  |

| Arbitro: | Rossi (Ciampino) |

|                                          |           |  |
| R. Baggio 15’, 45+5’ (rig.) Fontolan 83’ | Marcatori |  |

| Milano 26 aprile 1998, ore 15:00 CEST 31ª giornata | Milan            | 0 – 0 referto | Napoli | Stadio Giuseppe Meazza (47 495 spett.)\| Arbitro: \| Pin (Conegliano) \| |
| Arbitro:                                           | Pin (Conegliano) |               |        |                                                                          |

| Arbitro: | Farina (Novi Ligure) |

|                                                                       |           |  |
| Candela 16’ Di Biagio 20’ (rig.), 28’ Paulo Sérgio 39’ Delvecchio 82’ | Marcatori |  |

| Arbitro: | Messina (Bergamo) |

|          |           |                 |
| Weah 56’ | Marcatori | 16’ (aut.) Cruz |

| Arbitro: | De Santis (Tivoli) |

|                              |           |  |
| Robbiati 50’ Kanchelskis 55’ | Marcatori |  |

### Coppa Italia
| Milano 2 settembre 1997 Sedicesimi di finale - Andata | Milan              | 0 – 0 referto | Reggiana | Stadio Giuseppe Meazza (4 553 spett.)\| Arbitro: \| De Santis (Tivoli) \| |
| Arbitro:                                              | De Santis (Tivoli) |               |          |                                                                           |

| Arbitro: | Bettin (Padova) |

|  |           |                    |
|  | Marcatori | 34’ Weah 90’ Boban |

| Arbitro: | Treossi (Forlì) |

|                                   |           |                              |
| Weah 64’ Maini 74’ Kluivert 90+2’ | Marcatori | 20’ Tovalieri 44’ Boghossian |

| Arbitro: | Braschi (Prato) |

|                |           |                              |
| Mihajlović 19’ | Marcatori | 64’ Leonardo 82’ (rig.) Cruz |

| Arbitro: | Cesari (Genova) |

|                                                                             |           |  |
| Albertini 29’ (rig.) Ganz 33’ Savićević 44’ Colonnese 46’ (aut.) Nilsen 64’ | Marcatori |  |

| Arbitro: | Bettin (Padova) |

|            |           |  |
| Branca 32’ | Marcatori |  |

| Milano 18 febbraio 1998 Semifinale - Andata | Milan           | 0 – 0 referto | Parma | Stadio Giuseppe Meazza (17 488 spett.)\| Arbitro: \| Braschi (Prato) \| |
| Arbitro:                                    | Braschi (Prato) |               |       |                                                                         |

| Arbitro: | Pairetto (Nichelino) |

|                       |           |                     |
| Chiesa 49’ Stanić 85’ | Marcatori | 45’, 90+3’ Kluivert |

| Arbitro: | Bazzoli (Merano) |

|          |           |  |
| Weah 90’ | Marcatori |  |

| Arbitro: | Treossi (Forlì) |

|                                           |           |               |
| Gottardi 55’ Jugović 58’ (rig.) Nesta 65’ | Marcatori | 46’ Albertini |

## Statistiche

### Statistiche di squadra
| Competizione | Punti  | In casa | In casa | In casa | In casa | In casa | In casa | In trasferta | In trasferta | In trasferta | In trasferta | In trasferta | In trasferta | Totale | Totale | Totale | Totale | Totale | Totale | DR |
| Competizione | Punti  | G       | V       | N       | P       | Gf      | Gs      | G            | V            | N            | P            | Gf           | Gs           | G      | V      | N      | P      | Gf     | Gs     | DR |
| ------------ | ------ | ------- | ------- | ------- | ------- | ------- | ------- | ------------ | ------------ | ------------ | ------------ | ------------ | ------------ | ------ | ------ | ------ | ------ | ------ | ------ | -- |
| Serie A      | 44     | 17      | 6       | 7       | 4       | 16      | 13      | 17           | 5            | 4            | 8            | 21           | 30           | 34     | 11     | 11     | 12     | 37     | 43     | -6 |
| Coppa Italia | finale | 5       | 3       | 2       | 0       | 9       | 2       | 5            | 2            | 1            | 2            | 7            | 7            | 10     | 5      | 3      | 2      | 16     | 9      | +7 |
| Totale       | -      | 22      | 9       | 9       | 4       | 25      | 15      | 22           | 7            | 5            | 10           | 28           | 37           | 44     | 16     | 14     | 14     | 53     | 52     | +1 |

### Statistiche dei giocatori
Sono in corsivo i calciatori che hanno lasciato la società durante la stagione.
| Giocatore     | Serie A  | Serie A | Serie A     | Serie A    | Coppa Italia | Coppa Italia | Coppa Italia | Coppa Italia | Totale   | Totale | Totale      | Totale     |
| Giocatore     | Presenze | Reti    | Ammonizioni | Espulsioni | Presenze     | Reti         | Ammonizioni  | Espulsioni   | Presenze | Reti   | Ammonizioni | Espulsioni |
| ------------- | -------- | ------- | ----------- | ---------- | ------------ | ------------ | ------------ | ------------ | -------- | ------ | ----------- | ---------- |
| D. Albertini  | 28       | 0       | 6           | 0          | 9            | 2            | 1            | 0            | 37       | 2      | 7           | 0          |
| A. Andersson  | 13       | 1       | 0           | 0          | 5            | 0            | 1            | 0            | 18       | 1      | 1           | 0          |
| I. Ba         | 31       | 1       | 3           | 0          | 9            | 0            | 2            | 0            | 40       | 1      | 5           | 0          |
| S. Beloufa    | 3        | 0       | 0           | 0          | 1            | 0            | 0            | 0            | 4        | 0      | 0           | 0          |
| J. Blomqvist  | 1        | 0       | 0           | 0          | 1            | 0            | 0            | 0            | 2        | 0      | 0           | 0          |
| Z. Boban      | 23       | 2       | 8           | 2          | 6            | 1            | 2            | 0            | 29       | 3      | 10          | 2          |
| W. Bogarde    | 3        | 0       | 0           | 0          | 1            | 0            | 0            | 0            | 4        | 0      | 0           | 0          |
| S. Braglia    | 0        | -0      | 0           | 0          | 0            | -0           | 0            | 0            | 0        | -0     | 0           | 0          |
| G. Cardone    | 19       | 0       | 4           | 0          | 6            | 0            | 1            | 0            | 25       | 0      | 5           | 0          |
| A. Comazzi    | 1        | 0       | 0           | 0          | 1            | 0            | 0            | 0            | 2        | 0      | 0           | 0          |
| A. Costacurta | 29       | 0       | 8           | 0          | 8            | 0            | 2            | 0            | 37       | 0      | 10          | 0          |
| A. Cruz       | 11       | 1       | 3           | 0          | 3            | 1            | 1            | 0            | 14       | 2      | 4           | 0          |
| D. Daino      | 14       | 0       | 3           | 1          | 4            | 0            | 2            | 0            | 18       | 0      | 5           | 1          |
| E. Davids     | 4        | 0       | 0           | 0          | 3            | 0            | 0            | 1            | 7        | 0      | 0           | 1          |
| M. Desailly   | 33       | 0       | 6           | 0          | 8            | 0            | 1            | 1            | 41       | 0      | 7           | 1          |
| R. Donadoni   | 15       | 0       | 0           | 0          | 4            | 0            | 0            | 0            | 19       | 0      | 0           | 0          |
| M. Ganz       | 19       | 4       | 2           | 0          | 6            | 1            | 1            | 0            | 25       | 5      | 3           | 0          |
| P. Kluivert   | 27       | 6       | 4           | 0          | 6            | 3            | 1            | 1            | 33       | 9      | 5           | 1          |
| Leonardo      | 27       | 3       | 2           | 0          | 5            | 1            | 0            | 0            | 32       | 4      | 2           | 0          |
| G. Maini      | 25       | 0       | 2           | 0          | 6            | 1            | 2            | 0            | 31       | 1      | 4           | 0          |
| P. Maldini    | 30       | 0       | 4           | 0          | 7            | 0            | 2            | 0            | 37       | 0      | 6           | 0          |
| F. Maniero    | 13       | 3       | 1           | 0          | 3            | 0            | 0            | 0            | 16       | 3      | 1           | 0          |
| S. Nilsen     | 5        | 0       | 0           | 0          | 2            | 1            | 0            | 0            | 7        | 1      | 0           | 0          |
| M. Pelatti    | 0        | 0       | 0           | 0          | 0            | 0            | 0            | 0            | 0        | 0      | 0           | 0          |
| S. Rossi      | 17       | -25     | 0           | 0          | 10           | -9           | 1            | 0            | 27       | -34    | 1           | 0          |
| D. Savićević  | 8        | 0       | 1           | 1          | 7            | 1            | 1            | 0            | 15       | 1      | 2           | 1          |
| D. Smoje      | 6        | 0       | 1           | 0          | 3            | 0            | 1            | 1            | 9        | 0      | 2           | 1          |
| M. Taibi      | 17       | -18     | 1           | 0          | 0            | -0           | 0            | 0            | 17       | -18    | 1           | 0          |
| G. Weah       | 24       | 10      | 0           | 0          | 8            | 3            | 1            | 0            | 32       | 13     | 1           | 0          |
| C. Ziege      | 22       | 2       | 8           | 0          | 5            | 0            | 2            | 0            | 27       | 2      | 10          | 0          |